# Nine Circles
Nine Circles is een Nederlands-Duitse muziekgroep, die cold wave maakt, een minimale elektronische variant van new wave.

## Geschiedenis
De groep werd opgericht begin jaren tachtig in Amsterdam en bestond uit Peter van Garderen (synthesizer) en Lidia Fiala alias Lidia The Rose (zang, synthesizer). De groep trad live op in het VPRO-radioprogramma RadioNome en twee nummers verschenen op de gelijknamige verzamel-lp van RadioNome. Na twee jaar verbraken Van Garderen en Fiala hun relatie en dat was het voorlopig einde van Nine Circles.
In 1996 werd de cd Nine Circles uitgebracht bij het kleine Duitse platenlabel Primary Records. De plaat bevatte 8 nummers die in 1982 werden opgenomen. Verder kwamen er nummers van de groep op verzamelalbums, waaronder If You Find These Tracks Bad, You Should Hear Some Of The Others (2000, Trumpett) en Cold Waves and Minimal Electronics Vol 1 (2010, Angular Recording Corporation, Engeland). In 2010 werd het nummer What's There Left van Nine Circles uit 1982 op plaat gecoverd door Sixth June uit Belgrado en Roxy Epoxy uit Portland (USA).

### Heroprichting
In 2009 ontdekte Lidia Fiala, inmiddels woonachtig in Duitsland, door het internet dat de groep ruim 25 jaar na opheffing nog steeds fans had. Ze was niet op de hoogte van het uitbrengen van de cd in de jaren negentig en was al die tijd huisvrouw geweest. Ze wilde de groep heroprichten maar Van Garderen besloot niet mee te doen. Hij gaf haar wel oude opnames om uit te brengen. Met Johanna Saleina richtte Fiala de groep opnieuw op en in die bezetting werd opgetreden in WORM (Rotterdam), Sint-Niklaas (België) en Duitsland. In 2011 bracht de groep op het label F.K.K. - Musik de single New Era/ Tsar Bomba uit maar in september van dat jaar werd de samenwerking tussen Fiala en Saleina plotseling stopgezet.
In 2012 werd een tweede heroprichting gevormd door Fiala en Per-Anders Kurenbach (Shock Therapy). In die bezetting trad de groep op in Duitsland, België, Frankrijk, Litouwen en Zweden. In 2012 werd de dubbelelpee The Early Days uitgebracht met nummers uit de beginjaren. In 2014 kwam Alice, het eerste album met nieuwe nummers maar ook enkele nieuwe versies van oude nummers.